# Trümmelbachfälle
Les Trümmelbachfälle sont des cascades sur le cours du Trümmelbach dans les Alpes bernoises en Suisse. Elles sont situées dans la vallée de Lauterbrunnen, à 15 km d'Interlaken.

## Description
Le Trümmelbach forme ici une succession de six cascades dans les parois de la montagne. La puissance des chutes s'explique par le fait que ce cours d'eau est le seul collecteur des eaux provenant du Mönch, de la Jungfrau et de l'Eiger. Chaque année, 20 200 tonnes de galets et de limon sont transportées par le Trümmelbach. Le débit des chutes peut atteindre 20 m3 d'eau par seconde. Des aménagements comprenant un ascenseur incliné ainsi que des galeries souterraines éclairées permettent de s'approcher des chutes. Les cascades sont une propriété privée.

## Historique
L'aménagement autour des chutes a commencé au XIXe siècle avec la construction d'un premier hôtel en 1839 et la création d'une ligne télégraphique, puis par l'aménagement d'escaliers au niveau des chutes basses vers 1880. Les chutes supérieures ont été rendues accessibles en 1913 avec l'ouverture de l'ascenseur. D'autres hôtels ont ouvert à partir de 1926.

## Classements
Elles sont incluses dans le site Alpes suisses Jungfrau-Aletsch inscrit au patrimoine mondial de l'UNESCO.
Il s'agit aussi d'un site inscrit à l'inventaire fédéral des paysages, sites et monuments naturels d'importance nationale.